# Austrotinodes paraguayensis
Austrotinodes paraguayensis är en nattsländeart som beskrevs av Oliver S. Flint Jr. 1983. Austrotinodes paraguayensis ingår i släktet Austrotinodes och familjen trattnattsländor. Inga underarter finns listade i Catalogue of Life.